# Ermita de Sant Francesc de Paula
L'ermita de Sant Francesc de Paula està situada a Gaianes (Comtat, País Valencià).
Està situada al vessant de la serra de Benicadell, al nord del municipi, en una zona conegut com la lloma del calvari. El camí que part de Gaianes cap a l'ermita, està envoltat per casalicis de viacrucis.
La seua advocació està dedicada a Sant Francesc de Paula, patró de la població. Així, quan Juan Merita era procurador dels comtes de Cocentaina, el comte va atorgar permís per construir una ermita en la lloma del calvari el 27 de maig de 1694. La seua construcció data de principis del segle xviii.
A la dreta de l'ermita, es troba una font i un panell de ceràmica amb la representació de Sant Francesc de Paula. Aquesta representació rep popularment el nom d'el santet, per la seua reduïda grandària.
El conjunt arquitectònic conté un pòrtic, la zona oratòria, una creu de pedra, la sagristia i la casa de l'ermità. També, l'ermita està proveïda d'una zona recreativa.
A l'Església de Sant Jaume Apòstol de Gaianes, es conserva una relíquia del patró. Des d'aquesta església parteix una romeria, durant les festes patronals, a l'ermita amb la imatge de Sant Francesc de Paula. Es realitza el diumenge de festes.